# Браганський дім

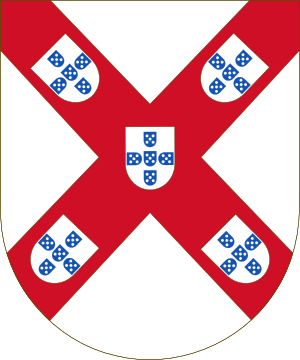
Герб Браганського дому

Брага́нський дім (порт. Casa de Bragança) — португальська династія, що правила Португальським королівством (1640—1910) і Бразильською імперією (1822—1889). Бічна гілка Авіської династії, яка правила Португалією (1385—1580). Походить від першого браганського герцога Афонсу, позашлюбного сина португальського короля Жуана від коханки Інеш Піріш, доньки єврейського шевця. До 1640 року очолювався браганськими герцогами, після — португальськими королями. Молодша гілка цього роду представлена португальськими герцогами Кадавал (нащадки Франсишку ді Алмейди) та іспанськими герцогами Вераґуа (нащадки Дієго Колона).

## Назва
- Браганський дім (порт. Casa de Bragança) — коротка офіційна португальська назва.
- Найясніший Браганський дім (порт. Sereníssima Casa de Bragança) — повна офіційна португальська назва
- Найясніший (святійший) Браганський дім (порт. Augustíssima Casa de Bragança) — повна офіційна бразильська назва.
- Бригантинна династія (порт. Dinastia Brigantina)

## Генеалогічне дерево
- Жуан I (1357—1433), король Португалії (1385—1433) ∞ Інеш Піріш
  - * Афонсу (1377—1461), герцог Браганський (1442—1461) ∞ Беатриса (1380—1412), донька барселуського графа Нуну Перейри
    - Ізабела (1380—1412) ∞ Жуан, конетабль Португалії
    - Афонсу (1400—1460), граф Оренський (1422—1460), маркіз Валенський (1451—1460)
    -  Фернанду (1403—1478), герцог Браганський (1461—1478)

  -  * Беатриса (1380—1439) ∞ 1) Томас Фіцалан, граф Арундельський ; 2) Джон Голланд, граф  Гантінгдонський

 — королі Португалії.
* — бастарди

## Родинні зв'язки
- Авіська династія (бічна гілка Авіського дому)
  1. Жуан (1400—1442), конетабль Португалії (1431—1442) ∞ Ізабела (1402—1466), донька браганського герцога Афонсу

## Герб

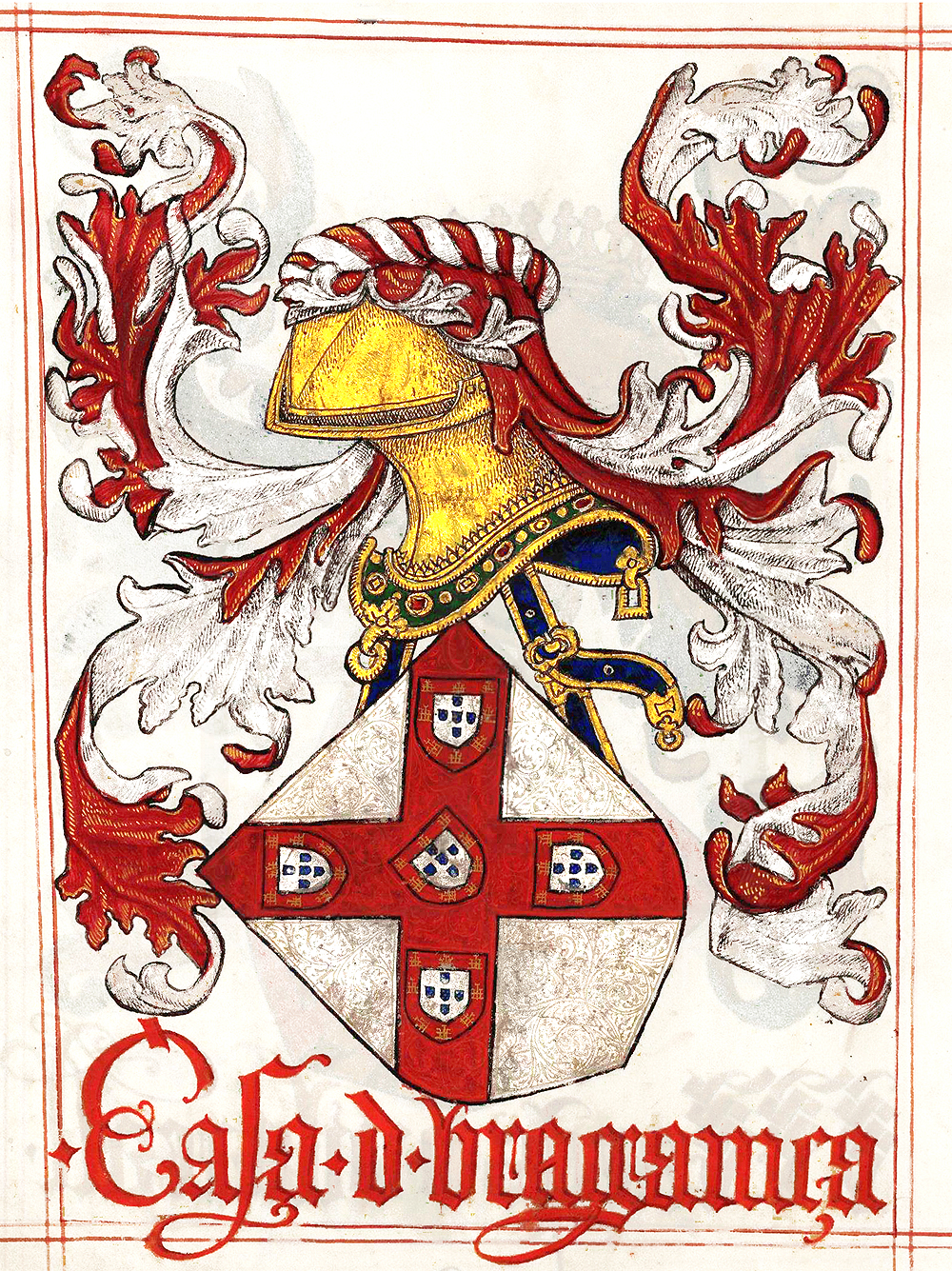
Браганський дім «Livro do Armeiro-Mor», 1509
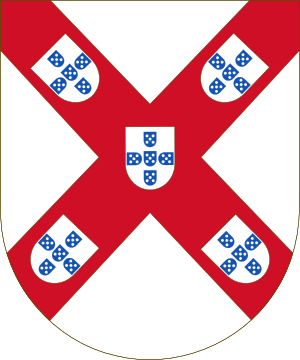
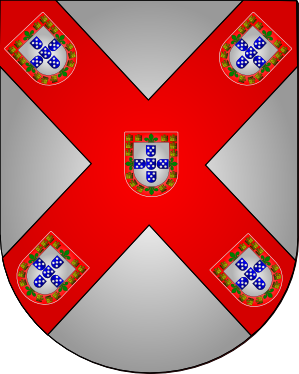
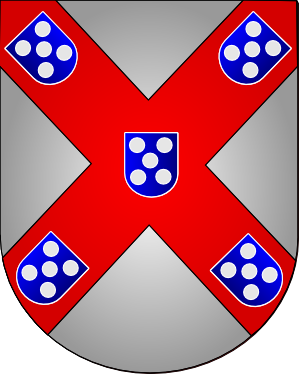

- Герцоги Браганські

## Королі Португалії
| Портрет | Ім'я                             | Роки життя                                 | Правління                                   | Титул / Примітки                                                                       | Династія   |
| ------- | -------------------------------- | ------------------------------------------ | ------------------------------------------- | -------------------------------------------------------------------------------------- | ---------- |
|         | Жуан IV Відновитель João IV      | 18 березня 1603 — 6 листопада 1656 53 роки | 1 грудня 1640 — 6 листопада 1656 16 років   | король Португалії і Алґарве; праправнук Мануеля І; відновив незалежність Португалії    | Браганська |
|         | Афонсо VI Переможець Afonso VI   | 21 серпня 1643 — 12 вересня 1683 40 років  | 6 листопада 1656 — 12 вересня 1683 27 років | король Португалії й Алґарве; син Жуана IV                                              | Браганська |
|         | Педро II Тихоокеанський Pedro II | 26 квітня 1648 — 9 грудня 1706 58 років    | 6 листопада 1683 — 9 грудня 1706            | король Португалії й Алґарве; син Жуана IV                                              | Браганська |
|         | Жуан V Великодушний João V       | 22 жовтня 1689 – 31 липня 1750 60 років    | 9 грудня 1706 — 31 липня 1750 44 роки       | король Португалії й Алґарве; син Педро ІІ                                              | Браганська |
|         | Жозе I Реформатор José I         | 6 червня 1714 — 24 лютого 1777 62 роки     | 31 липня 1750 — 24 лютого 1777 27 років     | король Португалії й Алґарве; син Жуана V                                               | Браганська |
|         | Марія I Благочесна Maria I       | 17 грудня 1743 — 20 березня 1816 81 рік    | 24 лютого 1777 — 20 березня 1816 39 років   | королева Португалії й Алґарве; донька Жозе І; правила разом із консортом Педро ІІІ     | Браганська |
|         | Жуан VI Клемент João VI          | 13 травня 1767 — 10 березня 1826 58 років  | 20 березня 1816 — 10 березня 1826 10 років  | король Португалії й Алґарве; син Марії І й Педро ІІІ                                   | Браганська |
|         | Педро IV Солдат Pedro IV         | 12 жовтня 1798 — 24 вересня 1834 35 років  | 10 березня — 2 травня 1826 23 дні           | король Португалії й Алґарве, імператор Бразилії; син Жуана VI                          | Браганська |
|         | Марія II Освітянка Maria II      | 4 квітня 1819 — 15 листопада 1853 34 роки  | 2 травня 1826 — 23 червня 1828 2 роки       | королева Португалії й Алґарве; донька Педро IV                                         | Браганська |
|         | Мігель I Абсолютист Miguel I     | 26 жовтня 1802 — 14 листопада 1866 64 роки | 26 лютого 1828 — 6 травня 1834 6 років      | король Португалії й Алґарве, імператор Бразилії; син Жуана VI                          | Браганська |
|         | Марія II Освітянка Maria II      | 4 квітня 1819 — 15 листопада 1853 34 роки  | 26 травня 1834 — 15 листопада 1853 19 років | королева Португалії й Алґарве; донька Педро IV; правила разом із консортом Фернандо ІІ | Браганська |

Династія Браганса-Кобурґ
| Портрет | Ім'я                         | Роки життя                                  | Правління                                     | Титул / Примітки                                                                                        | Династія             |
| ------- | ---------------------------- | ------------------------------------------- | --------------------------------------------- | --- | -------------------- |
|         | Педро V Обнадійливий Pedro V | 16 вересня 1837 — 11 листопада 1861 24 роки | 15 листопада 1853 — 11 листопада 1861 8 років | король Португалії й Алґарве; син Марії ІІ і Фернандо ІІ                                                 | Брагансько-Кобурська |
|         | Луїш I Популярний Luís I     | 31 жовтня 1838 — 19 жовтня 1889 50 років    | 11 листопада 1861 — 19 жовтня 1889 28 років   | король Португалії й Алґарве; син Марії ІІ і Фернандо ІІ                                                 | Брагансько-Кобурська |
|         | Карлуш I Дипломат Carlos I   | 28 вересня 1863 — 1 лютого 1908 44 роки     | 19 жовтня 1889 — 1 лютого 1908 19 років       | король Португалії й Алґарве; син Луїша І                                                                | Брагансько-Кобурська |
|         | Мануел II Патріот Manuel II  | 15 листопада 1889 — 2 липня 1932 42 роки    | 1 лютого 1908 — 4 жовтня 1910 2 роки          | останній король Португалії й Алґарве; син Карлуша І; втратив престол внаслідок Португальської революції | Браґансько-Кобурська |

## Претенденти на трон
- Мігел II (1853-1927) герцог Браґанса
- Дуарте Нуно (1907-1976 )
- Дуарте Піу (1945)

## Імператори Бразилії
Браганса
- Педру I (порт. Pedro I) — 1822—1831. Був також королем Португалії протягом декількох днів у 1826 році як Педру IV.
- Педру II (порт. Pedro II) — регентство 1831—1840, 1840—1889.